# Komisja Nadzoru Audytowego
Komisja Nadzoru Audytowego – istniejący w latach 2009–2019 kadencyjny organ administracji publicznej, sprawujący nadzór nad działalnością biegłych rewidentów, funkcjonujący w ramach struktur Ministerstwa Finansów. Zadania Komisji przejęła w 2020 roku nowa agencja wykonawcza − Polska Agencja Nadzoru Audytowego.

## Opis
Komisja została powołana w 2009 roku na podstawie ustawy o biegłych rewidentach. Jej powstanie związane było z dostosowaniem polskiego prawa do dyrektywy Unii Europejskiej. 
Kadencja Komisji Nadzoru Audytowego trwała 4 lata. Komisja zbierała się na posiedzeniach, które miały odbywać się co najmniej raz w miesiącu i być zwoływane i prowadzone przez Przewodniczącego KNA, a także w trybie obiegowym, z tym że podejmowanie uchwał następowało na posiedzeniach.
Komisja Nadzoru Audytowego sprawowała nadzór publiczny nad:
- wykonywaniem zawodu biegłego rewidenta
- działalnością firm audytorskich
- działalnością Polskiej Izby Biegłych Rewidentów, w tym w zakresie wpisu do rejestru i na listę
- działalnością firm audytorskich zatwierdzonych w innym niż Rzeczpospolita Polska państwie Unii Europejskiej i wpisanych na listę na podstawie art. 58, w zakresie przewidzianym niniejszą ustawą
- działalnością jednostek audytorskich pochodzących z państwa trzeciego w zakresie przewidzianym ustawą.

Komisję zlikwidowano, przekazując jej uprawnienia nowej, większej agencji rządowej od 1 stycznia 2020 roku na podstawie ustawy z dnia 11 maja 2017 r. o biegłych rewidentach, firmach audytorskich oraz nadzorze publicznym. Od tego czasu nadzór nad biegłymi rewidentami pełni Polska Agencja Nadzoru Audytowego.

## Przewodniczący Komisji
- Elżbieta Chojna-Duch (2009–2010)[7]
- Dariusz Daniluk (2010)[7]
- Wiesław Szczuka (2010–2011)[7]
- Mirosław Sekuła (2011–2013)[7]
- Janusz Cichoń (2013)[7][8]
- Dorota Podedworna-Tarnowska (2013–2015)[7][8]
- Piotr Nowak (2015–2016)[7]
- Wiesław Janczyk (2016–2018)[7]
- Piotr Nowak (2018–2019)[9]